# Друга земља (филм)
Друга земља је амерички независни научнофантастични и драмски филм из 2011. године. Режирао га је Мајк Кахил, који је и написао сценарио у коауторству са главном глумицом филма Брит Марлинг. У главној мушкој улици нашао се глумац Вилијам Мапотер. Филм је имао премијеру на 27. Филмском фестивалу Санденс у јануару 2011. године. За тему има нове прилике у животу и паралелни живот на дупликату планете Земље. 
Филм је добио разноврсне критике, у већој мери позитивне. 
На Санденс филмском фестивалу освојио је награду Алфред П. Слоан, за филм чија је тема везана за науку или технологију.